# Grammaire hébraïque
Cette page contient des caractères spéciaux ou non latins. S’ils s’affichent mal (▯, ?, etc.), consultez la page d’aide Unicode.

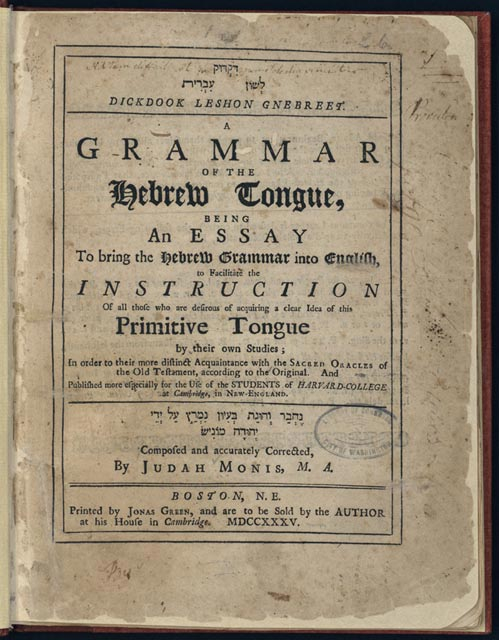
Manuel de grammaire hébraïque de Juda Monis, paru en 1735

La grammaire hébraïque (en hébreu : דִּקְדּוּק עִבְרִי, diqdouq ivri, « examen méticuleux de la langue hébraïque ») est l'étude systématique des règles qui régissent l'hébreu. 
Longtemps demeurée réservée à l'hébreu biblique, elle a connu une évolution rapide au cours du XXe siècle, l'hébreu redevenant une langue parlée après être demeurée liturgique et littéraire.
La langue hébraïque est partiellement analytique car elle exprime les formes datives, ablatives et accusatives à l'aide de prépositions plutôt que par des variations morphologiques. La flexion joue cependant un rôle majeur dans la formation des verbes, la déclinaison des prépositions à l'aide de suffixes pronominaux, la construction génitive des noms, et la formation du pluriel des noms et des adjectifs.

## Aperçu historique
L'hébreu (hébreu : לָשׁוֹן עִבְרִית, lashon ivrit, langue hébraïque) est une langue sémitique parlée par les Hébreux, descendants selon la Bible du patriarche Eber. Leur langue est proche des dialectes cananéens de leurs voisins immédiats, Cananéens et Phéniciens, et des dialectes des habitants des colonies par eux fondées, dont Carthage en Afrique du Nord. Considéré par les enfants d'Israël comme « langue de sainteté » (לָשׁוֹן הַקֹדֶשׁ lashon haqodesh), avec laquelle fut créé le monde, c'est en cette langue principalement qu'est rédigée la Bible.
Initialement conçue comme une technique accessoire de l'exégèse biblique, visant à lire avec exactitude toutes les subtilités du Texte révélé, elle devient, au Moyen Âge, un champ d'étude indépendant, étroitement associé à l'exégèse juive de la Bible d'une part, à la poésie hébraïque d'une autre utilisé entre autres pour la composition de poèmes, liturgiques ou profanes, en hébreu.
Elle peut d'ailleurs être considérée comme la seule science spécifiquement juive du Moyen Âge, car bien que son étude ait été fortement stimulée par l'exemple de la philologie arabe, et modelée sur elle, elle conserve un caractère propre, en grande partie du fait de sa relation à la Massore, un recueil de traditions d'écriture et de prononciation du texte biblique.
La Réforme protestante marque un grand changement dans son histoire, introduisant l'étude de l'hébreu biblique dans le monde chrétien.[réf. nécessaire]
Avec la Haskala, équivalent juif du mouvement des Lumières, puis surtout avec la montée vers la terre d'Israël de Juifs venus d'horizons divers sans partager une langue commune, naquit et se répandit l'hébreu moderne principalement mis en forme et adapté à l'ère actuelle par Éliézer Ben-Yehoudah. Les mécanismes de cette renaissance linguistique ont été particulièrement étudiés par Noam Chomsky.

## Prononciation de l'hébreu

### Phonétique
La phonétique analyse une langue (לשׁוֹן), conçue comme système de sons fondamentaux, les phones, d'un point de vue formel indépendant de son pouvoir de communication. Elle étudie la phonation, production des phones, et l'acoustique, leur perception auditive. La phonétique hébraïque se focalise sur les sons propres à l'hébreu, qu'elle classe en trois groupes fondamentaux : les tenouot (תנוּעוֹת) assimilées à des voyelles, les cheva (שוא) et ḥatoufot (חטוּפוֹת) qualifiés d'euphonèmes, et les itzourim (עצוּרים) assimilés à des consonnes.

### Phonologie
La phonologie étudie comment les signes vocaux nommés phonèmes se combinent pour donner voix aux mots et aux phrases d'un langage utilisé comme outil de communication entre les hommes d'une même culture. L'étude phonologique de l'hébreu permet de bien entendre (au sens d'écouter et de comprendre) l' ivrit (עברית), langage du peuple de la Bible.  Ainsi, la manière dont l'hébreu construit des radicaux dérivés guezarot (גזרוֹת) à partir de racines chorachim (שרשים) qui contiennent certains types de phonèmes spéciaux (des gutturales gueroniot (גרוֹניוֹת) par exemple) dépend de règles purement phonologiques.

### Orthophonie
L'orthophonie, prononciation correcte de la langue, est la conclusion pratique de ces deux études complémentaires de la tradition orale des différentes communautés juives au fil des temps. Pour y atteindre le hazzan étudiera préalablement la découpe des mots en syllabes havarot (הברוֹת), la pose de l'accent tonique neguina (נגינה), et surtout la cantillation à l'aide des teamim (טעמים).

## Écritures
Les systèmes d'écriture de l'hébreu, qui dérivent de la calligraphie du phénicien, ont évolué au fil des temps, et se présentent aujourd'hui sous deux aspects, l'écriture carrée utilisée en imprimerie, et l'écriture dite cursive utilisée par les soferim pour les documents manuscrits. L'écriture de l'hébreu par des moyens informatiques a permis l'évolution de ces deux types fondamentaux vers une grande diversité de polices de caractères hébreux contemporains hybrides.

### Orthographes
L'orthographe de l'hébreu biblique utilisait un alphabet qualifié abjad qui notait les consonnes à l'exclusion de toute voyelle ou euphonème. L'évolution de l'hébreu classique introduisit dans l'orthographe l'usage de caractères isotoniques qui pouvaient être utilisés normalement (ils signalaient alors une consonne) ou fonctionner comme matres lectionis.
- Exemple :

L'orthographe massorétique introduisit dans l'écriture de l'hébreu l'usage de signes diacritiques en marge du texte pour signaler sa vocalisation. Elle écrit les signes isotoniques qui appartiennent à la racine, mais ignore les autres qu'elle remplace par des points marginaux, créant ainsi ce que la tradition nomma écriture défective.
- Exemple :

L'orthographe de l'hébreu moderne utilise une écriture pleine qui remplace systématiquement les niqoudim vocaliques par les caractères isotoniques utilisés en fonction de voyelle, souvent redoublés lorsqu'utilisés en fonction de consonne. 
- Exemple :

### Translittération
La translittération de l'hébreu en caractères phonétiques permet au lecteur, même peu familier du système massorétique d'écriture des voyelles, de lire au premier abord un texte hébreu de manière phonologiquement très précise.
- Exemple : le mot דגש, orthographié דָּגֵשׁ par les massorètes, se translittère ainsi : [dāgēš].

### Transcription
La transcription francophone devrait tendre à rendre la prononciation exacte de chaque phonème hébreu par des lettres ou combinaisons de lettres utilisées pour signaler un phonème similaire en français courant. Une grande confusion semble pourtant régner dans ce domaine, qui mélange à plaisir les transcriptions francophones, anglophones, germanophones, ou même des transcriptions purement fantaisistes.
- Exemple : à la transcription francophone daguech du mot דָּגֵשׁ correspond la transcription anglophone dagesh ou la transcription germanophone dagesch...

## Morphologie
Cette partie de la grammaire hébraïque, la morphologie de l'hébreu, étudie successivement les notions de morphème, de trait grammatical, d'utilitaire grammatical, et de mot lexical (qui comprend les verbes et les noms de l'hébreu).

### Morphèmes
La linguistique nomme morphème l'unité élémentaire qui fonde la morphologie de l'hébreu. Le morphème partage avec le phonème le fait d'être un élément sonore, et se distingue de lui par le fait d'être signifiant.

### Traits grammaticaux
Le morphème signale un caractère spécifique du mot (מלה) qui l'intègre, relativement à un trait grammatical. Le genre, le nombre, la personne, la fonction, le mode, la voix, l'aspect et le temps sont les huit traits grammaticaux de la langue hébraïque qu'étudie la morphologie de l'hébreu.

### Utilitaires grammaticaux
La morphologie de l'hébreu décrit aussi la formation des utilitaires grammaticaux, à savoir ces mots et parties de mots correspondant à ce que la grammaire du français nomme prépositions, pronoms, démonstratifs et  possessifs.

### Mots lexicaux
L'analyse des mots en lexèmes, racines et radicaux mène ensuite la morphologie de l'hébreu à reconstruire les paradigmes verbaux et nominaux de la langue hébraïque. Elle aborde sous ce titre la conjugaison du verbe et la flexion du nom en hébreu.

#### Verbe hébreu
Pour passer du thème verbal au verbe conjugué, il convient de présenter d'abord le prototype verbal, de décrire ensuite la structure des conjugaisons, de présenter enfin quelques verbes spéciaux.

##### Prototype verbal
L'article en épigraphe présente de trois manières le prototype verbal, schématique, structurelle, et traditionnelle.

##### Formes conjuguées du verbe
Les trois conjugaisons différenciées de l'hébreu sont : une conjugaison perfective ou passée, une conjugaison imperfective ou future, et une conjugaison impérative dérivée de la précédente.

##### Formes nominales du verbe
Les formes nominales du verbe sont l'infinitif, le participe présent actif, et le participe présent passif.

##### Verbes spéciaux
Parmi les verbes spéciaux se détache le verbe être. Le verbe avoir n'existe pas en hébreu, qui utilise une périphrase.

#### Nom hébreu
Pour passer du thème nominal au nom apte à intégrer une phrase il convient de présenter, d'une part, les morphèmes préfixés déterminatif, ablatif, conjonctif, locatif, datif (ou directionnel), et comparatif et, d'autre part, les morphèmes suffixés (tels les suffixes marquant le genre). Il convient aussi de différencier les états absolu et construit du nom. L'article en épigraphe détaille ces différents aspects de la morphologie du nom hébreu.

#### Autres mots hébreux

##### Adjectifs
épithète
attribut
comparatif/superlatif

##### Nombres

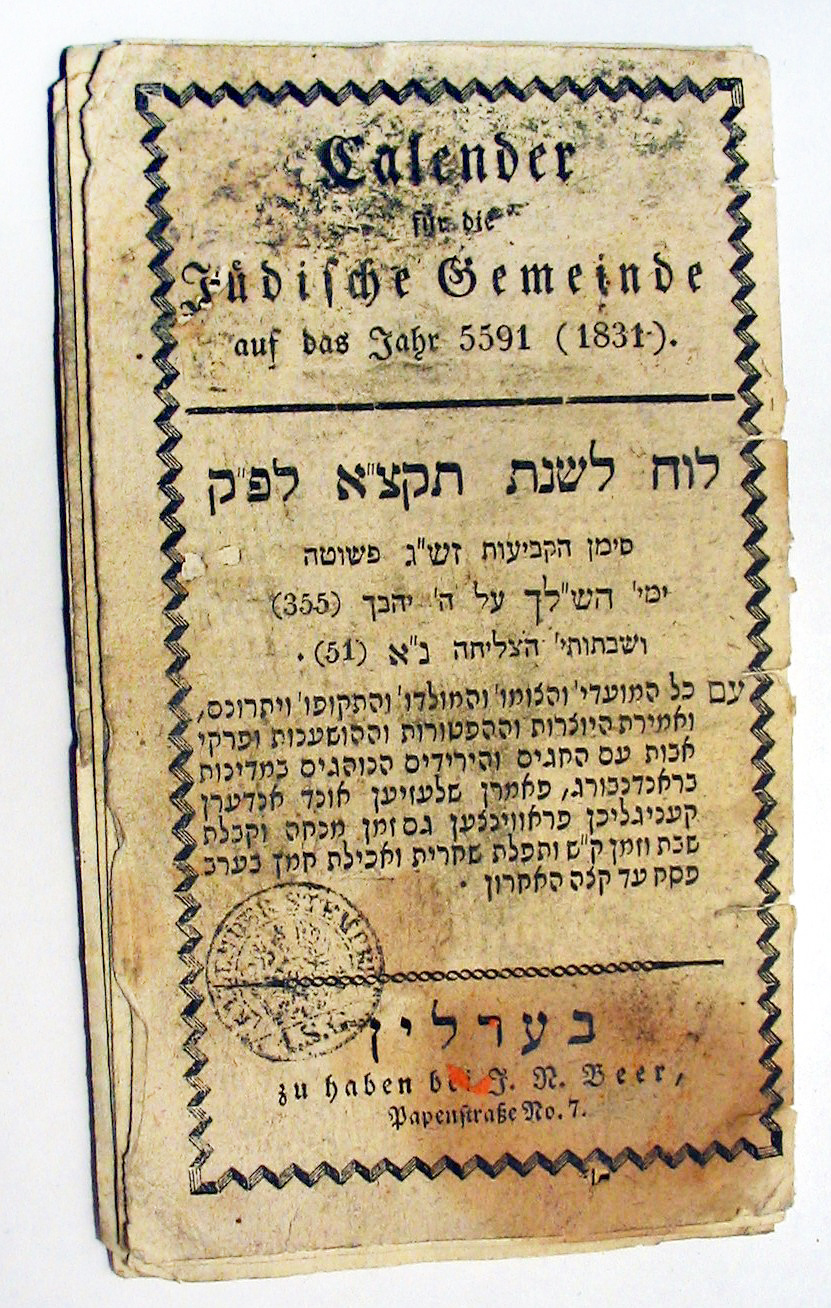
Calendrier hébreu pour l'an 5591 (1831)

Les nombres de 1 à 10 : lire de droite à gauche :
- en cours d'élaboration

| masculin  |   | féminin |   | chiffre hébreu | chiffre arabe |
| --------- | - | ------- | - | -------------- | ------------- |
| efes      | . | efes    | . | .              | 0             |
| ekhad     | . | akhat   | . | .              | 1             |
| shnayim   | . | shtayim | . | .              | 2             |
| shloshah  | . | shalosh | . | .              | 3             |
| arba'ah   | . | arba'   | . | .              | 4             |
| khamishah | . | khamesh | . | .              | 5             |
| shishah   | . | shesh   | . | .              | 6             |
| shiv'ah   | . | sheva'  | . | .              | 7             |
| shmonah   | . | shmoneh | . | .              | 8             |
| tish'ah   | . | tesha   | . | .              | 9             |
| asarah    | . | eser    | . | .              | 10            |

##### Adverbes

###### Adverbes interrogatifs
Quelques adverbes interrogatifs sont :
- mi    qui
- mah   quoi
- meʾayin   d'où, de quelle origine
- ʾeyfoh    où, en quel endroit
- meʾeyfoh  d'où, de quel endroit (usage vernaculaire)
- lamah    pourquoi

###### Adverbes négatifs
Pour exprimer une négation l'hébreu utilise le morphème adverbial négatif  לֹא loʾ , dérivé de l'araméen לָא lāʾ , qui précède toujours le mot qu'il veut nier. Cet adverbe se traduit en français par « non » ou par « ne pas ».
- Exemple : à la question ʾatah David ? es-tu David, peut répondre la phrase négative loʾ, ʾani loʾ David non, je ne suis pas David.

## Syntaxe
La syntaxe de l'hébreu a pour objet de composer différents  מִּשְׁפָּטִים mishpatim. Est מִּשְׁפָּט mishpat ce qui procède d'un jugement, tel un édit ou l'énoncé d'une sentence. Mais l'usage linguistique de ce terme se restreint et recouvre les notions d'énoncés, de phrases, de propositions qu'étudie aussi la grammaire du français. L'hébreu considère ces éléments syntaxiques d'abord et principalement comme des énoncés qu'il qualifiera, ensuite, selon leurs relations réciproques de coordination ou de subordination.
Comme מִּשְׁפָּט mishpat est un nom générique traduit par énoncé, le מִּשְׁפָּט  עִקָּרִי  mishpat ‘iqari (littéralement l'énoncé « éradiqué » par analyse d'un énoncé plus large) est l'énoncé-racine qui correspond à ce que la grammaire française nomme proposition principale d'une phrase complexe. Et le מִּשְׁפָּט מֻרְכָּב mishpat mourkhav est l'énoncé composé, assemblé, « attelé », la phrase complexe qui littéralement « met en selle » les différentes propositions subordonnées ou coordonnées à l'énoncé-racine.
Les propositions subordonnées sont aussi des מִּשְׁפָּטִים mishpatim, qualifiés cette fois de טְפֵלִים tfèlim, c'est-à-dire des énoncés imputés, ou pour mieux dire attachés à l'énoncé principal (le מִּשְׁפָּט עִקָּרִי mishpat ‘iqari) afin de former avec lui cet énoncé complexe plus large qu'est le מִּשְׁפָּט מֻרְכָּב mishpat mourkhav.
L'énoncé מִּשְׁפָּט  mishpat est le résultat final d'une syntaxe bien menée. Ce phénomène syntaxique terminal est qualifié, en cours d'analyse, de מֻרְכָּב mourkhav complexe, de   עִקָּרִי ‘iqari principal, de טָפֵל tafel subordonné. Et selon d'autres propriétés encore, expliquées plus loin.

### Syntaxe de la proposition indépendante
Avant d'observer la phrase complexe, il convient d'étudier le מִשְׁפָּט פָשׁוּט mishpat pashout, énoncé dépouillé de complexité, comme dénudé, que le français nomme phrase simple ou proposition indépendante.
Les éléments qui fondent la phrase simple sont des מִלּוֹת miloṯ, des mots, nantis de tous les traits grammaticaux étudiés dans la section de morphologie ci-dessus, que la syntaxe enrichit d'une fonction grammaticale en les intégrant dans une phrase.
En dessous du niveau supérieur qu'est la phrase, descend une hiérarchie de syntagmes. Chaque syntagme est un groupe d'autres syntagmes de niveau inférieur parmi lesquels on distingue un noyau entouré de satellites. La décomposition des syntagmes-noyaux et des syntagmes-satellites débouche, en dernière analyse, sur des mots-noyaux et des mots-satellites qui constituent le niveau inférieur, fondamental, de la syntaxe d'une phrase.
Au premier degré d'intégration syntaxique des mots, ceux-ci se regroupent donc en syntagmes. Chaque syntagme est qualifié selon la catégorie du mot-noyau qu'il intègre, et selon la fonction grammaticale dite aussi fonction syntaxique exercée par ce mot-noyau au sein de la phrase.
Exemples :
- Un syntagme sera dit verbal, nominal, pronominal, si son noyau est un verbe, un nom, un pronom, ou un autre syntagme verbal, nominal, pronominal.

- Un syntagme sera dit sujet, complément d'objet, complément circonstanciel, si son noyau est un mot ou un autre syntagme exerçant cette fonction dans la phrase.

- On distinguera par exemple un syntagme pronominal sujet d'un syntagme nominal complément circonstanciel. De nombreuses variantes se présentent au cours de l'analyse syntaxique d'une phrase.

#### Syntagmes et fonctions syntaxiques en hébreu
En première analyse de l'énoncé מִשְׁפָּט פָשׁוּט mishpat pashout, la phrase indépendante, l'hébreu distingue deux syntagmes  qu'il qualifie de נָשׂוּא nasouʾ (épousé ou porté) et de נוֹשֵׂא nosèʾ (épousant ou portant). 
Le noyau du syntagme נָשׂוּא nasouʾ étant un verbe, le linguiste parlera de syntagme verbal en fonction de prédicat du sujet (il convient de distinguer les notions logique et linguistique de prédicat).
Le noyau du syntagme נוֹשֵׂא nosèʾ pouvant être un nom ou un pronom, il s'agit d'un syntagme nominal ou pronominal en fonction de sujet du verbe.
Le grammairien hébreu synthétise en un mot les notions de composition syntaxique (assimilée à un mariage) et de fonction grammaticale (le sujet supporte le verbe, le verbe est supporté par un sujet).
Le נָשׂוּא nasouʾ syntagme verbal prédicat contient, outre le verbe, différents satellites qu'il nomme chacun מֻשָּׂא mousaʾ. Ce terme dérive de la même racine נשׂא nsʾ et signifie déporté (divorcé, détaché du verbe qu'il complète). Ces satellites sont des syntagmes de catégorie nominale ou pronominale dont la fonction ressemble à celle du complément d'objet du verbe en français. 
Enfin, les syntagmes nominaux ou pronominaux sujet נוֹשֵׂא nosèʾ ou complément מֻשָּׂא mousaʾ peuvent contenir des satellites לְוַאִים lwaʾim, littéralement des accompagnateurs, qui sont des syntagmes de différentes catégories (nominale, adjectivale, adverbiale, pronominale) en fonction de complément du nom ou du pronom qui est noyau du syntagme qui les incorpore.

#### Syntagme sujet
Le נוֹשֵׂא nosèʾ est un syntagme nominal ou pronominal sujet.
- Voir aussi : sujet

#### Syntagme verbal prédicat
Le נָשׂוּא nasouʾ est un syntagme verbal prédicat. 

##### Syntagme complément d'objet
Le מֻשָּׂא mousaʾ est un syntagme nominal ou pronominal complément d'objet.

##### Syntagme complément du nom
Les לְוַאִים lwaʾim sont des syntagmes complément de nom.

#### Syntaxe de la phrase nominale
Un type particulier de מִשְׁפָּט פָשׁוּט mishpat pashout est la phrase nominale, d'usage fréquent en hébreu. Ce מִשְׁפָּט mishpat, caractérisé par l'absence de syntagme verbal, compose deux syntagmes nominaux, un נוֹשֵׂא nosèʾ et un נָשׂוּא nasouʾ averbal, puisque dénué de noyau verbal. Plusieurs phrases nominales peuvent être coordonnées entre elles.
- Exemple :  ʾani David vzoṯ haḥaverah sheli Ruṯ se traduit : Je suis David et celle-ci est mon amie Ruth.

La traduction transforme ces deux phrases nominales hébraïques en phrases verbales françaises qui utilisent le verbe être pour noyau. La répugnance de l'hébreu à utiliser ce verbe au présent (prérogative divine oblige) explique la construction hébraïque à l'aide de syntagmes nominaux.
La phrase nominale permet aussi de suppléer l'absence de conjugaison verbale au temps présent en hébreu, par juxtaposition d'un נוֹשֵׂא nosèʾ nominal ou pronominal sujet et d'un נָשׂוּא nasouʾ dont le noyau est un participe présent, forme nominale du verbe.
- Exemple : David ḥoshev, littéralement « David pensant » pourrait se rendre en français par « David est pensant » qui se traduit par le présent français « David pense ».

Ce dernier exemple ramène la notion de prédicat linguistique à celle plus étroite du prédicat logique étudié en philosophie médiévale : David est ici le sujet auquel est attribué le prédicat logique pensant.
- Voir aussi : Prédicat (linguistique) .

#### Syntaxe de la phrase interrogative
L'ordre des mots d'une phrase interrogative est, en hébreu, identique à celui d'une phrase affirmative, à la différence du français, qui  inverse l'ordre des mots dans ces cas. L'hébreu ancien ignorant le point d'interrogation, le sens interrogatif d'une phrase se manifeste oralement par l'intonation qui s'élève en fin de phrase interrogative.
- Exemple : hem tayarim peut signifier « ils sont des touristes » ou « sont-ils des touristes ? »

L'hébreu peut cependant signaler une phrase interrogative par la présence de mots interrogatifs, déjà décrits dans la section morphologie.
- Exemple : mah shlomkha ? comment vas-tu ?

## Stylistique
La stylistique est une science linguistique parallèle à la grammaire qui, sans s'intégrer à elle, la complète. Cette section d'étude stylistique de l'hébreu se limite à quelques notions élémentaires, comme l'ordre des mots dans la phrase.

### Ordre des mots dans la phrase
L'ordre habituel des mots place le verbe entre son sujet et ses compléments. Le style modifie parfois cet ordre sujet-verbe-objet (SVO), afin de mettre en évidence le mot qui n'occupe pas sa position coutumière. L'un des exemples les plus connus est le premier verset de la Genèse, בְּרֵאשִׁית בָּרָא אֱלֹהִים (Au commencement créa Dieu), où le sujet (Elohim) suit le verbe (créa) afin d'insister sur l'importance du Créateur, qui dépasse celle de sa Création.  

Certains mots occupent cependant une place fixe de la phrase quelle que soit la liberté de style qui a été prise: la suite de ce premier verset, אֵת הַשָּׁמַיִם וְאֵת הָאָרֶץ , la préposition אֵת ʾèṯ (qui signifie « ceci même » mais que le français ne traduit pas) précède invariablement le mot qu'elle régit et qu'elle signale comme complément d'objet direct défini.

## Hébreu biblique
L'hébreu biblique n'est pas uniforme, et la langue du Livre d'Esther lu durant la fête de Pourim est fort différente de celle de la Genèse (Bereshit en hébreu).
- Hébreu classique

La linguistique considère hébreu classique la langue homogène qu'était l'hébreu pré-exilique. Cet état de langue fut transmis oralement jusqu'à la destruction du premier Temple, en 586 avant l'ère courante. Au retour de l'exil babylonien, et vraisemblablement sous l'impulsion de Ezra, commença l'écriture des textes anciens de la tradition hébraïque.
- Hébreu post-exilique

À partir de la remontée de la Grande Assemblée à Jérusalem, après l'exil à Babylone, les écrits hébreux successifs subissent l'influence des diverses langues du Moyen-Orient ancien, et surtout celle de l'araméen, bien que les lettrés s'appliquaient à imiter l'hébreu classique qui n'était plus vernaculairement parlé.
- Hébreu moderne

Fondamentalement l'hébreu moderne, parlé aujourd'hui en Israël, diffère peu de l'hébreu classique. 
- Grammaire de l'hébreu biblique

Grammaticalement, l'usage du waw renversif est propre à cet état de langue, qui permet le passage au perfectif d'un verbe conjugué à l'imperfectif, et vice-versa. 

## Hébreu mishnaïque
L'hébreu mishnaïque (hébreu לשון חז״ל lashon Hazal, litt. langue de nos Sages de mémoire bénie) est l'état de la langue hébraïque utilisé au premier millénaire de l'ère courante par les Tannaïm, docteurs de la Mishna. Cet hébreu se caractérise par une intrusion progressive de l'araméen dans les commentaires talmudiques de la Loi. À l'hébreu mishnaïque succédera l'hébreu rabbinique dit aussi hébreu médiéval.

#### Grammaires
(Par ordre alphabétique d'auteur)
- Paul Auvray, Initiation à l'hébreu biblique, 352 p., 1955 (2e éd. 1964, Desclée, Bruges, 272 p.).
- B. Robert, dikdouk.free.fr, depuis novembre 2006.
- Moshé Bar-Asher, L’hébreu mishnique: études linguistiques, 306 p., Peeters, Louvain/Paris, 1999
- Hillel Bakis (avec la contribution de R'Zécharia Zermati),Grammaire hébraïque. Lire la Bible et prier avec précision, 420 p., Institut R' Isaïe Bakish, Éditions Bakish, Montpellier, 2013.  (ISBN 978-2-9533726-6-3)
- Hillel Bakis, Pour lire les Psaumes. Etude de l’Alphabéta (Ps. 119). Texte. Phonétique et rythme. Nouvelle traduction. Commentaires. Abrégé grammatical, X-294 p., Éd. Bakish, 2014, Montpellier
- Hans Bauer et Pontus Leander, Historische Grammatik der Hebraischen Sprache des Alten Testaments, 91 pages, Georg Olms, Hildesheim, édition originale 1918, réédition 1965  (ISBN 3487054795).
- Jacques Benaudis, Conjuguez l’hébreu sans peine, 156 p., Ed. Benaudis, Boulogne, 1986.
- David Berda, R' (1949), Grammaire hébraïque, Tunis. (3e Ed. v. 1968 : Cours complet et pratique de ponctuation et de syntaxe. Alpha-Magium, Paris, 142 p.)
- Shmuel Bolosky, 501 Hebrew Verbs, fully conjugated in all the tenses in a new easy-to-learn format alphabetically arranged by root, 910 pages, Barron's Educational Series, New York, 1996.
- Francis Boulanger (2022), Éléments de base pour une Grammaire de l’Hébreu. https://fraboulanger.pagesperso-orange.fr/html/Documents.html
- Johanes Buxtorf (1605), Préceptes de grammaire hébraïque, Bâle
- Philippe Cassuto (2014), Portiques de grammaire hébraïque, Presses universitaires d'Aix. Aix-en-Provence.
- Jacob Élisée Cellerier (fils), Élémens de la grammaire hébraïque, suivis des principes de la syntaxe hébraïque, traduits librement de l'allemand Wilhelm Gesenius, Sestié fils, Manget et Cherbuliez, Genève, 1820.
- (en) Coffin Edna Amir & Bolozky Shmuel (2005), A reference grammar of modern Hebrew, 447 p., Cambridge University Presse.
- Chaoul ben Moché Cohen, R’, Lé’hem habicoukim, Makhon Orot hané-éman, 335 p., Livourne,  1870: Hebrewbooks_org_22118.pdf. Réédité v. 2012, 386 p.,  Institutions Ich Matslia’h, Bné Brak
- David Cohen, Haïm Zafrani, Grammaire de l’hébreu vivant, PUF, Paris, 1968
- Moché Cohen (5756), Guide de grammaire et du verbe hébraïque, 192 p., Hebr’avenir, Jérusalem
- Marie-Paule Feldhendler, Grammaire pratique de l'hébreu israélien, Éditions Ellipses, Paris, 2003
- Wilhelm Gesenius, Hebräische Grammatik, 1813 (28th edition by Emil Kautzsch ; English translation by Arthur Ernest Cowley, 1910 ; 29th edition [incomplete] by Gotthelf Bergstrasser, 1918-29).
- Paul Joüon, Grammaire de l'hébreu biblique, 624 pages, Pontificio Istituto Biblico, 1996  (ISBN 88-7653-498-9).
- Bartholomaeus Keckermann, Systema grammaticae Hebraeae, sive, sanctae linguae exactior methodus. Hanoviae: Antonius, ca. 1600.
- Eli Korchia, La conjugaison en hébreu, 165 p., Éditions Ophrys, Paris, 2014.
- Mayer Lambert, Éléments de grammaire hébraïque, Paris, 1890.
- Orna Lieberman, Hébreu d'aujourd'hui, grammaire, BibliEurope, Paris, 2001.
- Eliyahou Reichert, L'hébreu israélien. Précis de grammaire, Didier Devillez-Institut d'Études du Judaïsme, Bruxelles, 2008.
- Philippe Sarchi, Grammaire hébraïque raisonnée et comparée, Paris, Dondey-Dupré, 1828.
- Baruch Spinoza, Abrégé de Grammaire hébraïque, tr. fr. Joël et Jocelyne Askénazy, Vrin, 2006 (3e éd. revue et augmentée).
- Agnès Tichit, Hébreu biblique. Grammaire de base et introduction aux fêtes juives. Textes expliqués. Exercices et corrigés, Langues et cultures anciennes, Éditions Safran, Bruxelles, 2007,  (ISBN 978-2-87457-008-7).
- Agnès Tichit, Le verbe en hébreu biblique. Conjugaisons, exercices et corrigés, Langues et cultures anciennes, Éditions Safran, Bruxelles, 2004,  (ISBN 2-9600469-6-X).
- Jean Touzard, Grammaire hébraïque abrégée, Gabalda (1re édition : 1905).
- Jacob Weingreen, A Practical Grammar for Classical Hebrew, Oxford University Press, 2d edition (June, 1959)  (ISBN 0-19-815422-4).
- Jacob Weingreen, Hébreu biblique : Méthode élémentaire, Beauchesne, 2004.

#### Dictionnaires
- Dictionnaire Brown-Driver-Briggs,  (ISBN 1-56563-206-0)
- Marchand Ennery, Dictionnaire hébreu-français (première édition : 1827), Colbo, 1981
- Nathaniel Philippe Sander et Isaac Léon Trenel, Dictionnaire Hébreu-Français, 811 pages, réimpression de l'édition de Paris de 1859, Slatkine reprints, Genève, 2005